# Qualificazioni al campionato europeo maschile di calcio 1980
Questa voce raccoglie un approfondimento sui risultati degli incontri e sulle classifiche per l'accesso alla fase finale del Campionato europeo di calcio 1980.

## Formula
34 membri UEFA: 8 posti disponibili per la fase finale. L'Italia (in qualità di paese ospitante) è qualificata direttamente, Albania e Liechtenstein non partecipano alle qualificazioni.
Rimangono 31 squadre per 7 posti disponibili per la fase finale. Le qualificazioni si compongono di un solo turno: 
- Fase a gruppi: 31 squadre, divise in 7 gruppi (tre da cinque squadre e quattro da quattro), giocano partite di andata e ritorno. Le prime classificate di ogni gruppo si qualificano alla finale.

In caso di parità di punti tra due o più squadre di uno stesso gruppo, le posizioni in classifica verranno determinate prendendo in considerazione, nell'ordine, i seguenti criteri:
1. maggiore numero di punti;
2. migliore differenza reti;
3. maggiore numero di reti segnate;
4. sorteggio.

## Sorteggio
Il sorteggio dei gruppi di qualificazione alla fase finale ha avuto il seguente esito:
| Gruppo 1                                    | Gruppo 2                           | Gruppo 3                 | Gruppo 4                              | Gruppo 5                   | Gruppo 6                            | Gruppo 7             |
| ------------------------------------------- | ---------------------------------- | ------------------------ | ------------------------------------- | -------------------------- | ----------------------------------- | -------------------- |
| Inghilterra                                 | Belgio                             | Spagna                   | Paesi Bassi                           | Cecoslovacchia             | Grecia                              | Germania Ovest       |
| Irlanda del Nord Irlanda Bulgaria Danimarca | Austria Portogallo Scozia Norvegia | Jugoslavia Romania Cipro | Polonia Germania Est Svizzera Islanda | Francia Svezia Lussemburgo | Ungheria Finlandia Unione Sovietica | Turchia Galles Malta |

 Sono segnate in verde le Nazionali qualificate alla fase finale, in rosso quelle escluse dalla competizione europea. 

## Fase a gironi

### Gruppo 1
| Pos | Squadra          | Pti | G | V | N | P | GF | GS | DR  |
| --- | ---------------- | --- | - | - | - | - | -- | -- | --- |
| 1   | Inghilterra      | 15  | 8 | 7 | 1 | 0 | 22 | 5  | +17 |
| 2   | Irlanda del Nord | 9   | 8 | 4 | 1 | 3 | 8  | 14 | -6  |
| 3   | Irlanda          | 7   | 8 | 2 | 3 | 3 | 9  | 8  | +1  |
| 4   | Bulgaria         | 5   | 8 | 2 | 1 | 5 | 6  | 14 | -8  |
| 5   | Danimarca        | 4   | 8 | 1 | 2 | 5 | 13 | 17 | -4  |

| Squadra          | Inghilterra (bandiera) | Irlanda del Nord (bandiera) | Irlanda (bandiera) | Bulgaria (bandiera) | Danimarca (bandiera) |
| ---------------- | ---------------------- | --------------------------- | ------------------ | ------------------- | -------------------- |
| Inghilterra      | —                      | 4 - 0                       | 2 - 0              | 2 - 0               | 1 - 0                |
| Irlanda del Nord | 1 - 5                  | —                           | 1 - 0              | 2 - 0               | 2 - 1                |
| Irlanda          | 1 - 1                  | 0 - 0                       | —                  | 3 - 0               | 2 - 0                |
| Bulgaria         | 0 - 3                  | 0 - 2                       | 1 - 0              | —                   | 3 - 0                |
| Danimarca        | 3 - 4                  | 4 - 0                       | 3 - 3              | 2 - 2               | —                    |

### Gruppo 2
| Pos | Squadra    | Pti | G | V | N | P | GF | GS | DR  |
| --- | ---------- | --- | - | - | - | - | -- | -- | --- |
| 1   | Belgio     | 12  | 8 | 4 | 4 | 0 | 12 | 5  | +7  |
| 2   | Austria    | 11  | 8 | 4 | 3 | 1 | 14 | 7  | +7  |
| 3   | Portogallo | 9   | 8 | 4 | 1 | 3 | 10 | 11 | -1  |
| 4   | Scozia     | 7   | 8 | 3 | 1 | 4 | 15 | 13 | +2  |
| 5   | Norvegia   | 1   | 8 | 0 | 1 | 7 | 5  | 20 | -15 |

| Squadra    | Belgio (bandiera) | Austria (bandiera) | Portogallo (bandiera) | Scozia (bandiera) | Norvegia (bandiera) |
| ---------- | ----------------- | ------------------ | --------------------- | ----------------- | ------------------- |
| Belgio     | —                 | 1 - 1              | 2 - 0                 | 2 - 0             | 1 - 1               |
| Austria    | 0 - 0             | —                  | 1 - 2                 | 3 - 2             | 4 - 0               |
| Portogallo | 1 - 1             | 1 - 2              | —                     | 1 - 0             | 3 - 1               |
| Scozia     | 1 - 3             | 1 - 1              | 4 - 1                 | —                 | 3 - 2               |
| Norvegia   | 1 - 2             | 0 - 2              | 0 - 1                 | 0 - 4             | —                   |

### Gruppo 3
| Pos | Squadra    | Pti | G | V | N | P | GF | GS | DR  |
| --- | ---------- | --- | - | - | - | - | -- | -- | --- |
| 1   | Spagna     | 9   | 6 | 4 | 1 | 1 | 13 | 5  | +8  |
| 2   | Jugoslavia | 8   | 6 | 4 | 0 | 2 | 14 | 6  | +8  |
| 3   | Romania    | 6   | 6 | 2 | 2 | 2 | 9  | 8  | +1  |
| 4   | Cipro      | 1   | 6 | 0 | 1 | 5 | 2  | 19 | -17 |

| Squadra    | Spagna (bandiera) | Jugoslavia (bandiera) | Romania (bandiera) | Cipro (bandiera) |
| ---------- | ----------------- | --------------------- | ------------------ | ---------------- |
| Spagna     | —                 | 0 - 1                 | 1 - 0              | 5 - 0            |
| Jugoslavia | 1 - 2             | —                     | 2 - 1              | 5 - 0            |
| Romania    | 2 - 2             | 3 - 2                 | —                  | 2 - 0            |
| Cipro      | 1 - 3             | 0 - 3                 | 1 - 1              | —                |

### Gruppo 4
| Pos | Squadra      | Pti | G | V | N | P | GF | GS | DR  |
| --- | ------------ | --- | - | - | - | - | -- | -- | --- |
| 1   | Paesi Bassi  | 13  | 8 | 6 | 1 | 1 | 20 | 6  | +14 |
| 2   | Polonia      | 12  | 8 | 5 | 2 | 1 | 13 | 4  | +9  |
| 3   | Germania Est | 11  | 8 | 5 | 1 | 2 | 18 | 11 | +7  |
| 4   | Svizzera     | 4   | 8 | 2 | 0 | 6 | 7  | 18 | -11 |
| 5   | Islanda      | 0   | 8 | 0 | 0 | 8 | 2  | 21 | -19 |

| Squadra      | Paesi Bassi (bandiera) | Polonia (bandiera) | Germania Est (bandiera) | Svizzera (bandiera) | Islanda (bandiera) |
| ------------ | ---------------------- | ------------------ | ----------------------- | ------------------- | ------------------ |
| Paesi Bassi  | —                      | 1 - 1              | 3 - 0                   | 3 - 0               | 3 - 0              |
| Polonia      | 2 - 0                  | —                  | 1 - 1                   | 2 - 0               | 2 - 0              |
| Germania Est | 2 - 3                  | 2 - 1              | —                       | 5 - 2               | 3 - 1              |
| Svizzera     | 1 - 3                  | 0 - 2              | 0 - 2                   | —                   | 2 - 0              |
| Islanda      | 0 - 3                  | 0 - 2              | 0 - 3                   | 1 - 2               | —                  |

### Gruppo 5
| Pos | Squadra        | Pti | G | V | N | P | GF | GS | DR  |
| --- | -------------- | --- | - | - | - | - | -- | -- | --- |
| 1   | Cecoslovacchia | 10  | 6 | 5 | 0 | 1 | 17 | 4  | +13 |
| 2   | Francia        | 9   | 6 | 4 | 1 | 1 | 13 | 7  | +6  |
| 3   | Svezia         | 4   | 6 | 1 | 2 | 3 | 9  | 13 | -4  |
| 4   | Lussemburgo    | 1   | 6 | 0 | 1 | 5 | 2  | 17 | -15 |

| Squadra        | Cecoslovacchia (bandiera) | Francia (bandiera) | Svezia (bandiera) | Lussemburgo (bandiera) |
| -------------- | ------------------------- | ------------------ | ----------------- | ---------------------- |
| Cecoslovacchia | —                         | 2 - 0              | 4 - 1             | 4 - 0                  |
| Francia        | 2 - 1                     | —                  | 2 - 2             | 3 - 0                  |
| Svezia         | 1 - 3                     | 1 - 3              | —                 | 3 - 0                  |
| Lussemburgo    | 0 - 3                     | 1 - 3              | 1 - 1             | —                      |

### Gruppo 6
| Pos | Squadra          | Pti | G | V | N | P | GF | GS | DR |
| --- | ---------------- | --- | - | - | - | - | -- | -- | -- |
| 1   | Grecia           | 7   | 6 | 3 | 1 | 2 | 13 | 7  | +6 |
| 2   | Ungheria         | 6   | 6 | 2 | 2 | 2 | 9  | 9  | 0  |
| 3   | Finlandia        | 6   | 6 | 2 | 2 | 2 | 10 | 15 | -5 |
| 4   | Unione Sovietica | 5   | 6 | 1 | 3 | 2 | 7  | 8  | -1 |

| Squadra          | Grecia (bandiera) | Ungheria (bandiera) | Finlandia (bandiera) | Unione Sovietica (bandiera) |
| ---------------- | ----------------- | ------------------- | -------------------- | --------------------------- |
| Grecia           | —                 | 4 - 1               | 8 - 1                | 1 - 0                       |
| Ungheria         | 0 - 0             | —                   | 3 - 1                | 2 - 0                       |
| Finlandia        | 3 - 0             | 2 - 1               | —                    | 1 - 1                       |
| Unione Sovietica | 2 - 0             | 2 - 2               | 2 - 2                | —                           |

### Gruppo 7
| Pos | Squadra        | Pti | G | V | N | P | GF | GS | DR  |
| --- | -------------- | --- | - | - | - | - | -- | -- | --- |
| 1   | Germania Ovest | 10  | 6 | 4 | 2 | 0 | 17 | 1  | +16 |
| 2   | Turchia        | 7   | 6 | 3 | 1 | 2 | 5  | 5  | 0   |
| 3   | Galles         | 6   | 6 | 3 | 0 | 3 | 11 | 8  | +3  |
| 4   | Malta          | 1   | 6 | 0 | 1 | 5 | 2  | 21 | -19 |

| Squadra        | Germania Ovest (bandiera) | Turchia (bandiera) | Galles (bandiera) | Malta (bandiera) |
| -------------- | ------------------------- | ------------------ | ----------------- | ---------------- |
| Germania Ovest | —                         | 2 - 0              | 5 - 1             | 8 - 0            |
| Turchia        | 0 - 0                     | —                  | 1 - 0             | 2 - 1            |
| Galles         | 0 - 2                     | 1 - 0              | —                 | 7 - 0            |
| Malta          | 0 - 0                     | 1 - 2              | 0 - 2             | —                |

## Statistiche

### Classifica marcatori
7 reti
- Kevin Keegan

6 reti
- Klaus Fischer

5 reti
- François Van der Elst
- Marián Masný

4 reti
- Hans Krankl
- Martin Hoffmann
- Joachim Streich
- Bob Latchford

- Atik Ismail
- Thomas Mavros
- Kenny Dalglish

- Santillana
- Ian Edwards
- Zlatko Vujović

3 reti
- Walter Schachner
- Čavdar Cvetkov
- Ladislav Vízek
- Preben Elkjær

- Gerd Weber
- David Watson
- Maik Galakos
- Takīs Nikoloudīs

- Ruud Geels
- Gerry Armstrong
- Zbigniew Boniek
- Roman Ogaza

- Nené
- Gerry Daly
- Archie Gemmill
- Anders Grönhagen

2 reti
- Wilhelm Kreuz
- Bruno Pezzey
- Ján Kozák
- Zdeněk Nehoda
- Antonín Panenka
- František Štambachr
- Henning Jensen
- Søren Lerby
- Benny Nielsen
- Allan Simonsen
- Lutz Lindemann
- Rüdiger Schnuphase

- Trevor Francis
- Tony Woodcock
- Didier Six
- Giōrgos Delīkarīs
- László Fekete
- György Tatár
- Béla Várady
- Ernie Brandts
- Kees Kist
- John Metgod
- Dick Nanninga
- Willy van de Kerkhof

- Arne Larsen Økland
- Stanisław Terlecki
- Alberto Fonseca
- Tony Grealish
- Frank Stapleton
- Dudu Georgescu
- Marcel Răducanu
- Ștefan Sameș
- Andy Gray
- Gordon McQueen
- John Robertson
- Yuri Chesnokov

- Juan Manuel Asensi
- Dani
- Hasse Borg
- Sedat Özden
- Brian Flynn
- Klaus Allofs
- Karl-Heinz Rummenigge
- Herbert Zimmermann
- Zlatko Kranjčar
- Vladimir Petrović
- Ivica Šurjak

1 rete
- Kurt Jara
- Herbert Prohaska
- Kurt Welzl
- Julien Cools
- Jean Janssens
- Erwin Vandenbergh
- René Vandereycken
- Wilfried Van Moer
- Franky Vercauteren
- Eddy Voordeckers
- Ivan Iliev
- Pavel Panov
- Andrey Zhelyazkov
- Sōtīrīs Kaïafas
- Fivos Vrahimis
- Miroslav Gajdůšek
- Frank Arnesen
- Per Røntved
- Reinhard Häfner
- Werner Peter
- Hans-Jürgen Riediger
- Peter Barnes
- Glenn Hoddle
- Phil Neal
- Kai Haaskivi
- Tuomo Hakala
- Aki Heiskanen
- Jyrki Nieminen
- Seppo Pyykkö
- Miikka Toivola

- Patrick Battiston
- Marc Berdoll
- Albert Emon
- Albert Gemmrich
- Bernard Lacombe
- Jean-François Larios
- Éric Pécout
- Jean Petit
- Michel Platini
- Gilles Rampillon
- Marius Trésor
- Chrīstos Ardizoglou
- László Pusztai
- László Szokolai
- László Tieber
- Janus Guðlaugsson
- Pétur Pétursson
- Nico Braun
- Romain Michaux
- Emanuel Farrugia
- Ernest Spiteri-Gonzi
- Ruud Krol
- Jan Peters
- Rob Rensenbrink
- Huub Stevens
- Frans Thijssen
- Piet Wildschut
- Trevor Anderson
- Billy Caskey
- Victor Moreland

- Chris Nicholl
- Derek Spence
- Einar Jan Aas
- Georg Hammer
- Pål Jacobsen
- Marek Kusto
- Grzegorz Lato
- Włodzimierz Mazur
- Wojciech Rudy
- Henryk Wieczorek
- João Alves
- Artur Correia
- Eurico Gomes
- Fernando Gomes
- Reinaldo Gomes
- Don Givens
- Mick Martin
- Ionel Augustin
- Anghel Iordănescu
- Gheorghe Mulțescu
- Steve Archibald
- Joe Jordan
- Sergey Andreyev
- Volodymyr Bezsonov
- Yuri Gavrilov
- Aleksandr Khapsalis
- Ramaz Shengelia
- Rubén Cano
- Vicente del Bosque
- Juanito

- Enrique Saura
- Ángel María Villar
- Rutger Backe
- Tore Cervin
- Mats Nordgren
- Jan Svensson
- Umberto Barberis
- Heinz Hermann
- Herbert Hermann
- Hans-Jörg Pfister
- Raimondo Ponte
- Markus Tanner
- Gianpietro Zappa
- Mustafa Denizli
- Erhan Önal
- Fatih Terim
- Alan Curtis
- Nick Deacy
- Peter Nicholas
- Peter O'Sullivan
- Mickey Thomas
- Rainer Bonhof
- Karlheinz Förster
- Manfred Kaltz
- Walter Kelsch
- Damir Desnica
- Vahid Halilhodžić
- Dušan Savić
- Blaž Slišković

Autoreti
- Gerd Kische (pro  Paesi Bassi)
- John Holland (pro  Germania Ovest)
- Jimmy Nicholl (pro  Inghilterra)